# Điệu cha-cha-cha làng biển
Điệu cha-cha-cha làng biển (tiếng Hàn: 갯마을 차차차; Romaja: Gaenmaeul Chachacha) là bộ phim truyền hình Hàn Quốc ra mắt năm 2021 với sự tham gia diễn xuất của dàn diễn viên gồm Shin Min-ah, Kim Seon-ho và Lee Sang-yi. Phim là phiên bản làm lại của bộ phim Mr. Handy, Mr. Hong ra mắt năm 2004. Phim được công chiếu trên đài tvN từ ngày 27 tháng 8 đến ngày 17 tháng 10 năm 2021. Đồng thời bộ phim cũng được phát sóng trên nền tảng dịch vụ xem phim trực tuyến Netflix.
Bộ phim đã thành công rực rỡ về mặt thương mại và trở thành một trong những loạt phim truyền hình Hàn Quốc có tỷ lệ người xem cao nhất trên truyền hình cáp. Bộ phim đứng đầu tỷ suất người xem 8 tuần liên tiếp, và tập cuối ghi nhận mức tỷ suất người xem đạt 12.665%, với hơn 3,2 triệu lượt xem. Bộ phim cũng trở thành một trong những phim (không phải tiếng Anh) được xem nhiều nhất trên Netflix và là một trong những loạt phim ăn khánh nhất khi nằm trong top 10 trong suốt 16 tuần. Bộ phim được ví như liều thuốc chữa lành tâm hồn.

## Nội dung
Bộ phim xoay quanh câu chuyện tình yêu lãng mạn, nhẹ nhàng giữa cô nàng nha sĩ xinh đẹp Yoon Hye Jin (Shin Min-ah) và anh chàng tổ trưởng Hong Du Sik (Kim Seon-ho), một thanh niên tốt bụng, luôn giúp đỡ mọi người. Yoon Hye Jin, người luôn muốn có một sự nghiệp rộng mở bằng thực lực và tài năng của mình. Trong một lần say, cô đã lỡ "bốc phốt" hành vi ăn chặn tiền của cấp trên khiến sự nghiệp tại Seoul "phong sát" và phải quay về vùng quê miền biển Gongjin để lập nghiệp. Tại đây, từ những lần "đụng độ" không vui vẻ gì mấy, cô dần nảy sinh tình cảm với anh chàng tốt bụng, hiền lành Hong Du Sik.

## Diễn viên

### Vai chính
- Shin Min-ah vai Yoon Hye-jin[1]
  - Shim Hye-yeon vai Yoon Hye-jin lúc nhỏ
  - Oh Ye-joo vai Yoon Hye-jin thời thiếu niên[14]

Một cô nàng nha sĩ xinh đẹp, bản lĩnh, sau sự cố bị cấp trên "phong sát", cô âm thầm ở lại thị trấn miền biển Gongjin và mở một phòng khám nhỏ. Ban đầu, Yoon Hye Jin không được lòng người dân ở đây bởi lối sống có phần phóng khoáng, khác biệt. Tuy bề ngoài luôn tỏ vẻ khó gần, đầy tham vọng, Yoon Hye Jin lại sở hữu trái tim ấm áp, luôn muốn dùng tất cả kỹ năng của mình để giúp đỡ bệnh nhân.
- Kim Seon-ho vai Hong Du-sik[1][6]
  - Song Min-jae vai Hong Du-sik lúc nhỏ
  - An Seong-won vai Hong Du-sik thời thiếu niên
  - Moon Sung-hyun vai Hong Du-sik thời niên thiếu

Một người đàn ông kỳ lạ của thị trấn, thường được người dân gọi với cái tên "tổ trưởng Hong". Bề ngoài có vẻ "vô công rỗi nghề" nhưng anh chàng lại sở hữu hàng loạt những chứng chỉ của 7749 công việc khác nhau. Hong Du Sik luôn nhiệt tình giúp đỡ tất cả mọi người, anh luôn âm thầm quan tâm và bảo vệ cho Yoon Hye Jin, giúp cô nàng nhanh chóng hòa nhập với môi trường mới.
- Lee Sang-yi vai Ji Seong-hyun[15]

Giám đốc sản xuất chương trình tạp kĩ, tính cách tươi sáng, năng động, anh yêu thầm nữ chính Yoon Hye-jin.

### Vai phụ

#### Những người xung quanh Hye Jin
- Gong Min-jeung vai Pyo Mi-seon[16][17]

Bạn thân của Hye Jin. Do chia tay với bạn trai nên đã về Gongjin sống cùng bạn thân và làm điều dưỡng viên tại Nha Khoa Yoon. Tại đây cô đã phải lòng một viên cảnh sát chính trực tên Choi Eun Cheol.
- Seo Sang-won vai Yoon Tae-hwa,

Bố của Hye Jin.
- Woo Mi-hwa [ko] vai Lee Myung-shin[18]

Mẹ kế của Hye Jin.

#### Những người xung quanh Seong-hyun
- Park Ye-young vai Wang Ji-won

Một nhà văn kỳ cựu, anh đã làm việc cùng Seong-hyun trong suốt 7 năm.
- Lee Seok-hyung (ko) vai Kim Do-ha[19]

Trợ lí đạo diễn, cô luôn phải vật lộn để tìm sự cân bằng giữa công việc và cuộc sống.
- Sung Tae vai Jun

Rapper chính của nhóm nhạc DOS.
- Baek Seung vai In-woo[20]

Hát phụ của nhóm nhạc DOS.

#### Những người ở Gongjin
- Kim Young-ok vai Kim Gam-ri[16][17]

Một người bà cô đơn, luôn quan tâm đến cái ăn cái mặc của mọi người. Không nhận được sự quan tâm của con cái. Chỉ có hàng xóm làng Gongjin là gia đình.
- Lee Yong-yi [ko] vai Lee Mat-yi[16]
- Shin Shin-ae [ko] vai Park Sook-ja[16]
- Jo Han-chul vai Oh Cheon-jae[21]

Là chủ quán cà phê tại Gongjin. Từng là ca sĩ của thập niên 80,90. Dù bây giờ đã về vùng biển sống ẩn dật nhưng anh vẫn ôm mộng được quay trở lại sân khấu một lần nữa.
- Lee Bong-ryun vai Yeo Hwa-jung[22]

Vợ cũ của Jang Yeong Guk. Cô là chủ tòa nhà - nơi nữ chính thuê mở phòng khám nha khoa và phòng trọ, là người luôn tinh tế trong mọi chuyện.
- In Gyo-jin vai Jang Young-guk[23]

Là chồng cũ của Hwa Yeong. Dù đã từng có vợ nhưng anh chỉ luôn nhớ tới mối tình đầu của mình.
- Hong Ji-hee vai Yoo Cho-hee[24]

Một giáo viên tại trường tiểu học Cheongjin.
- Cha Chung-hwa vai Jo Nam-sook[16][17]

Cô là một “CCTV chạy bằng cơm” của làng Gongjin, chủ quán đồ Hoa. Có sở thích hóng chuyện. Bề ngoài lúc nào cũng vui tươi nhưng thật ra sâu bên trong cô là một sự mất mát to lớn.
- Yoon Seok-hyun vai Choi Geum-chul

Anh trai của Eun-chul và bạn của Du-sik, chủ một cửa hàng kim khí.
- Kim Joo-yeon vai Ham Yun-kyung

Vợ của Geum-chul, chủ một cửa hàng tiện lợi.
- Kang Hyung-sukvai Choi Eun-chul[25][17]

Anh là một cảnh sát tại Gongjin. Anh rất tốt bụng và luôn giúp đỡ mọi người xung quanh, là “bí ẩn thứ ba” tại Gongjin.
- Kim Seong-beom vai Ban Yong-hun

Quản lý trung tâm cộng đồng của Gongjin.
- Kim Min-seo vai Oh Ju-ri

Con gái của Cheon-jae.
- Ki Eun-yoo vai Jang Yi-jun

Con trai của Young-guk và Hwa-jung.
- Go Do-yeon vai Choi Bo-ra

Con gái của Geum-chul và Yun-kyung.

### Khách mời xuất hiện đặc biệt
- Lee Jung-eun một trong những bệnh nhân của Hye-jin.[26][27]
- Bae Hae-sun bác sĩ trưởng tại phòng khám nha khoa cũ của Hye-jin.[27]
- Lee Jin-hee vai mẹ của Hye-jin.[28]
- Lee Ho-jae vai ông nội của Du-sik.
- Lee Si-hoon một trong những bệnh nhân của Hye-jin[29]
- Kim Ji-hyun vai Seon-ah, vợ của Jung-woo.[30][31]
- Oh Eui-shik vai Park Jung-woo, bạn của Du-sik trong quãng thời gian học đại học.[31]

## Sản xuất
Bộ phim được chấp bút kịch bản bởi Shin Ha-eun, dự án được công bố vào ngày 21 tháng 12 năm 2020, với tựa đề ban đầu Hong Ban-jang (홍반장) với Kim Seon-ho và Shin Min-a được lựa chọn vào vai diễn viên chính.
Buổi đọc kịch bản đầu tiên của dàn diễn viên được tổ chức vào ngày 21 tháng 4 năm 2021. Bộ phim chính thức bấm máy vào ngày 8 tháng 5, bối cảnh quay chủ yếu ở Pohang.

## Nhạc phim
| Disc 1 | Disc 1                                                                        | Disc 1                | Disc 1     |
| STT    | Nhan đề                                                                       | Nghệ sĩ               | Thời lượng |
| ------ | ----------------------------------------------------------------------------- | --------------------- | ---------- |
| 1.     | "Romantic Sunday" (로맨틱 선데이)                                             | Car, the Garden       | 3:50       |
| 2.     | "One Sunny Day" (어느 햇살 좋은 날)                                           | Kassy                 | 3:56       |
| 3.     | "My Romance"                                                                  | Cheeze                | 2:53       |
| 4.     | "Wish" (바람)                                                                 | Choi Yu-ree           | 3:57       |
| 5.     | "Be the Light" (빛이 되어줘)                                                  | Kim Jae-hwan          | 3:54       |
| 6.     | "The Image of You (Remains in My Memory)" (내 기억 속에 남아있는 그대 모습은) | Sandeul               | 3:09       |
| 7.     | "Here Always"                                                                 | Seungmin (Stray Kids) | 4:14       |
| 8.     | "I Hope You're Happy" (행복했으면 좋겠어)                                     | Lee Sang-yi           | 3:17       |
| 9.     | "Just a Feeling"                                                              | DOS                   | 3:13       |
| 10.    | "Exercise at the Moonlit Night" (달밤에 체조)                                 | Oh Yoon               | 3:25       |
| 11.    | "The Beginning of the End" (끝과 시작)                                        | Oh Yoon               | 4:00       |

| Disc 2 | Disc 2                                                       | Disc 2          | Disc 2     |
| STT    | Nhan đề                                                      | Nghệ sĩ         | Thời lượng |
| ------ | ------------------------------------------------------------ | --------------- | ---------- |
| 1.     | "The Title of Hometown Cha-Cha-Cha" (갯마을 차차차 타이틀)   | Yoo Jong-hyun   | 2:17       |
| 2.     | "Start" (스타트)                                             | Lim Ha-young    | 1:43       |
| 3.     | "I Am Mr. Hong" (나는야 홍반장)                              | Shin Min-yong   | 1:59       |
| 4.     | "This Is Not Right" (이건 아니잖아)                          | Yoo Jong-hyun   | 2:13       |
| 5.     | "Star Above the Sea" (바다에 뜬 별)                          | Im Seung-bum    | 2:26       |
| 6.     | "My Hometown" (내 고향 갯마을)                               | Yoo Jong-hyun   | 2:21       |
| 7.     | "Dimple Couple" (보조개 커플)                                | Byun Dong-wook  | 1:52       |
| 8.     | "Biggest Mistake" (역대급 실수)                              | Kim Ji-young    | 2:40       |
| 9.     | "It Wasn't Meant to Be" (이게 아닌데)                        | Kim Wan-jung    | 1:44       |
| 10.    | "When I Think of You" (그대가 생각날 때)                     | Byun Dong-wook  | 2:25       |
| 11.    | "Charmer" (애교스트)                                         | Shin Min-yong   | 2:00       |
| 12.    | "Where People Live" (사람이 사는 곳)                         | Yoo Jong-hyun   | 2:08       |
| 13.    | "Connection" (인연)                                          | Jin Myeong-yong | 3:29       |
| 14.    | "You're Beside Me" (곁에 있는 너)                            | Kim Ji-young    | 3:21       |
| 15.    | "Old Bicycle" (낡은 자전거)                                  | Byun Dong-wook  | 1:53       |
| 16.    | "Sunset of the City" (도시의 노을)                           | Lim Ji-won      | 1:16       |
| 17.    | "The Waltz of Gongjin" (공진왈츠)                            | Jin Myeong-yong | 2:49       |
| 18.    | "Run!" (달려!)                                               | Shin Min-yong   | 1:34       |
| 19.    | "The Romance of Mi-sun and Eun-chul" (미선과 은철의 멜로)    | Byun Dong-wook  | 1:49       |
| 20.    | "Woojjoojjoo" (우쭈쭈)                                       | Yoo Jong-hyun   | 2:15       |
| 21.    | "Different Direction Than Expected" (예상과 다른 방향)       | Byun Dong-wook  | 1:40       |
| 22.    | "Cheer Up, Ji PD!" (힘내! 지피디)                            | Kim Wan-jung    | 1:47       |
| 23.    | "The Appearance of Cho-hee" (초희의 등장)                    | Byun Dong-wook  | 1:34       |
| 24.    | "Running Away" (줄행랑)                                      | Kim Ji-young    | 2:13       |
| 25.    | "Pretty Woman" (프리티우먼)                                  | Yoo Jong-hyun   | 1:32       |
| 26.    | "Buried Wounds" (묻어둔 상처)                                | Kim Wan-jung    | 3:14       |
| 27.    | "The Voice Inside of Me" (마음의 소리)                       | Shin Min-yong   | 2:12       |
| 28.    | "The Romance of Hwa-jung and Young-guk" (화정 영국의 로맨스) | Lim Ha-young    | 1:28       |
| 29.    | "Tiny Wish" (소소한 바램)                                    | Lim Ha-young    | 2:01       |
| 30.    | "Plop" (퐁당)                                                | Kim Ji-young    | 3:30       |
| 31.    | "Family" (가족)                                              | Lim Ha-young    | 1:38       |
| 32.    | "Farewell, Grandma Gam-li" (안녕 감리씨)                     | Jin Myeong-yong | 3:02       |

### Phần 1
| Phát hành vào 5 tháng 9 năm 2021 | Phát hành vào 5 tháng 9 năm 2021  | Phát hành vào 5 tháng 9 năm 2021 | Phát hành vào 5 tháng 9 năm 2021 | Phát hành vào 5 tháng 9 năm 2021 | Phát hành vào 5 tháng 9 năm 2021 |
| STT                              | Nhan đề                           | Phổ lời                          | Phổ nhạc                         | Nghệ sĩ                          | Thời lượng                       |
| -------------------------------- | --------------------------------- | -------------------------------- | -------------------------------- | -------------------------------- | -------------------------------- |
| 1.                               | "Romantic Sunday" (로맨틱 선데이) | Jung Myung-hoon (Ciel)           | Lim Ha-young                     | Car, the Garden                  | 3:50                             |
| 2.                               | "Romantic Sunday" (Inst.)         |                                  | Lim Ha-young                     |                                  | 3:50                             |
| Tổng thời lượng:                 | Tổng thời lượng:                  | Tổng thời lượng:                 | Tổng thời lượng:                 | Tổng thời lượng:                 | 7:40                             |

### Phần 2
| Phát hành vào 12 tháng 9 năm 2021 | Phát hành vào 12 tháng 9 năm 2021   | Phát hành vào 12 tháng 9 năm 2021 | Phát hành vào 12 tháng 9 năm 2021 | Phát hành vào 12 tháng 9 năm 2021 | Phát hành vào 12 tháng 9 năm 2021 |
| STT                               | Nhan đề                             | Phổ lời                           | Phổ nhạc                          | Nghệ sĩ                           | Thời lượng                        |
| --------------------------------- | ----------------------------------- | --------------------------------- | --------------------------------- | --------------------------------- | --------------------------------- |
| 1.                                | "One Sunny Day" (어느 햇살 좋은 날) | TETE                              | TETE                              | Kassy                             | 3:56                              |
| 2.                                | "One Sunny Day" (Inst.)             |                                   | TETE                              |                                   | 3:56                              |
| Tổng thời lượng:                  | Tổng thời lượng:                    | Tổng thời lượng:                  | Tổng thời lượng:                  | Tổng thời lượng:                  | 7:52                              |

### Phần 3
| Phát hành vào 19 tháng 9 năm 2021 | Phát hành vào 19 tháng 9 năm 2021 | Phát hành vào 19 tháng 9 năm 2021 | Phát hành vào 19 tháng 9 năm 2021 | Phát hành vào 19 tháng 9 năm 2021 | Phát hành vào 19 tháng 9 năm 2021 |
| STT                               | Nhan đề                           | Phổ lời                           | Phổ nhạc                          | Nghệ sĩ                           | Thời lượng                        |
| --------------------------------- | --------------------------------- | --------------------------------- | --------------------------------- | --------------------------------- | --------------------------------- |
| 1.                                | "My Romance"                      | Jade                              | Jade                              | Cheeze                            | 2:53                              |
| 2.                                | "My Romance" (Inst.)              |                                   | Jade                              |                                   | 2:53                              |
| Tổng thời lượng:                  | Tổng thời lượng:                  | Tổng thời lượng:                  | Tổng thời lượng:                  | Tổng thời lượng:                  | 5:46                              |

### Phần 4
| Phát hành vào 25 tháng 9 năm 2021 | Phát hành vào 25 tháng 9 năm 2021 | Phát hành vào 25 tháng 9 năm 2021 | Phát hành vào 25 tháng 9 năm 2021 | Phát hành vào 25 tháng 9 năm 2021 | Phát hành vào 25 tháng 9 năm 2021 |
| STT                               | Nhan đề                           | Phổ lời                           | Phổ nhạc                          | Nghệ sĩ                           | Thời lượng                        |
| --------------------------------- | --------------------------------- | --------------------------------- | --------------------------------- | --------------------------------- | --------------------------------- |
| 1.                                | "Wish" (바람)                     | Choi Yu-ree                       | Choi Yu-ree                       | Choi Yu-ree                       | 3:57                              |
| 2.                                | "Wish" (Inst.)                    |                                   | Choi Yu-ree                       |                                   | 3:57                              |
| Tổng thời lượng:                  | Tổng thời lượng:                  | Tổng thời lượng:                  | Tổng thời lượng:                  | Tổng thời lượng:                  | 7:54                              |

### Phần 5
| Phát hành vào 26 tháng 9 năm 2021 | Phát hành vào 26 tháng 9 năm 2021 | Phát hành vào 26 tháng 9 năm 2021 | Phát hành vào 26 tháng 9 năm 2021 | Phát hành vào 26 tháng 9 năm 2021 | Phát hành vào 26 tháng 9 năm 2021 |
| STT                               | Nhan đề                           | Phổ lời                           | Phổ nhạc                          | Nghệ sĩ                           | Thời lượng                        |
| --------------------------------- | --------------------------------- | --------------------------------- | --------------------------------- | --------------------------------- | --------------------------------- |
| 1.                                | "Be the Light" (빛이 되어줘)      | Jeong Gu-hyeon Aseul              | Jeong Gu-hyeon                    | Kim Jae-hwan                      | 3:54                              |
| 2.                                | "Be the Light" (Inst.)            |                                   | Jeong Gu-hyeon                    |                                   | 3:54                              |
| Tổng thời lượng:                  | Tổng thời lượng:                  | Tổng thời lượng:                  | Tổng thời lượng:                  | Tổng thời lượng:                  | 7:58                              |

### Phần 6
| Phát hành vào 3 tháng 10 năm 2021 | Phát hành vào 3 tháng 10 năm 2021                                             | Phát hành vào 3 tháng 10 năm 2021 | Phát hành vào 3 tháng 10 năm 2021 | Phát hành vào 3 tháng 10 năm 2021 | Phát hành vào 3 tháng 10 năm 2021 |
| STT                               | Nhan đề                                                                       | Phổ lời                           | Phổ nhạc                          | Nghệ sĩ                           | Thời lượng                        |
| --------------------------------- | ----------------------------------------------------------------------------- | --------------------------------- | --------------------------------- | --------------------------------- | --------------------------------- |
| 1.                                | "The Image of You (Remains in My Memory)" (내 기억 속에 남아있는 그대 모습은) | Kako                              | Kako Nathan                       | Sandeul                           | 3:09                              |
| 2.                                | "The Image of You (Remains in My Memory)" (Inst.)                             |                                   | Kako Nathan                       |                                   | 3:09                              |
| Tổng thời lượng:                  | Tổng thời lượng:                                                              | Tổng thời lượng:                  | Tổng thời lượng:                  | Tổng thời lượng:                  | 6:18                              |

### Phần 7
| Phát hành vào 10 tháng 10 năm 2021 | Phát hành vào 10 tháng 10 năm 2021 | Phát hành vào 10 tháng 10 năm 2021 | Phát hành vào 10 tháng 10 năm 2021 | Phát hành vào 10 tháng 10 năm 2021 | Phát hành vào 10 tháng 10 năm 2021 |
| STT                                | Nhan đề                            | Phổ lời                            | Phổ nhạc                           | Nghệ sĩ                            | Thời lượng                         |
| ---------------------------------- | ---------------------------------- | ---------------------------------- | ---------------------------------- | ---------------------------------- | ---------------------------------- |
| 1.                                 | "Here Always"                      | Jeong Gu-hyeon Aseul               | Jeong Gu-hyeon                     | Seungmin (Stray Kids)              | 4:15                               |
| 2.                                 | "Here Always" (Inst.)              |                                    | Jeong Gu-hyeon                     |                                    | 4:15                               |
| Tổng thời lượng:                   | Tổng thời lượng:                   | Tổng thời lượng:                   | Tổng thời lượng:                   | Tổng thời lượng:                   | 8:30                               |

### Phần 8
| Phát hành vào 17 tháng 10 năm 2021 | Phát hành vào 17 tháng 10 năm 2021        | Phát hành vào 17 tháng 10 năm 2021 | Phát hành vào 17 tháng 10 năm 2021 | Phát hành vào 17 tháng 10 năm 2021 | Phát hành vào 17 tháng 10 năm 2021 |
| STT                                | Nhan đề                                   | Phổ lời                            | Phổ nhạc                           | Nghệ sĩ                            | Thời lượng                         |
| ---------------------------------- | ----------------------------------------- | ---------------------------------- | ---------------------------------- | ---------------------------------- | ---------------------------------- |
| 1.                                 | "I Hope You're Happy" (행복했으면 좋겠어) | Hen                                | Hen                                | Lee Sang-yi                        | 3:18                               |
| 2.                                 | "I Hope You're Happy" (Inst.)             |                                    | Hen                                |                                    | 3:18                               |
| Tổng thời lượng:                   | Tổng thời lượng:                          | Tổng thời lượng:                   | Tổng thời lượng:                   | Tổng thời lượng:                   | 6:36                               |

## Tỷ suất người xem

### Mạng truyền hình
| Mùa | Mùa | Số tập | Số tập | Số tập | Số tập | Số tập | Số tập | Số tập | Số tập | Số tập | Số tập | Số tập | Số tập | Số tập | Số tập | Số tập | Số tập | Trung bình |
| Mùa | Mùa | 1      | 2      | 3      | 4      | 5      | 6      | 7      | 8      | 9      | 10     | 11     | 12     | 13     | 14     | 15     | 16     | Trung bình |
| --- | --- | ------ | ------ | ------ | ------ | ------ | ------ | ------ | ------ | ------ | ------ | ------ | ------ | ------ | ------ | ------ | ------ | ---------- |
|     | 1   | 1.670  | 1.624  | 2.126  | 2.232  | 2.490  | 2.593  | 2.321  | 2.106  | 2.397  | 2.978  | 2.438  | 2.776  | 2.459  | 3.013  | 2.652  | 3.237  | 2.444      |

| 1 | 28 tháng 8 năm 2021  | 6.821% (1st)  | 6.821% (1st)  |
| 2 | 29 tháng 8 năm 2021  | 6.666% (1st)  | 6.687% (1st)  |
| 3 | 4 tháng 9 năm 2021   | 8.733% (1st)  | 9.002% (1st)  |
| 4 | 5 tháng 9 năm 2021   | 8.742% (1st)  | 9.319% (1st)  |
| 5 | 11 tháng 9 năm 2021  | 9.996% (1st)  | 10.940% (1st) |
| 6 | 12 tháng 9 năm 2021  | 10.270% (1st) | 11.038% (1st) |
| 7 | 18 tháng 9 năm 2021  | 9.102% (1st)  | 9.328% (1st)  |
| 8 | 19 tháng 9 năm 2021  | 8.145% (1st)  | 8.472% (1st)  |
| 9 | 25 tháng 9 năm 2021  | 9.067% (1st)  | 9.948% (1st)  |
| 10 | 26 tháng 9 năm 2021  | 11.397% (1st) | 12.432% (1st) |
| 11 | 2 tháng 10 năm 2021  | 9.299% (1st)  | 9.935% (1st)  |
| 12 | 3 tháng 10 năm 2021  | 10.723% (1st) | 11.649% (1st) |
| 13 | 9 tháng 10 năm 2021  | 9.171% (1st)  | 9.396% (1st)  |
| 14 | 10 tháng 10 năm 2021 | 11.643% (1st) | 12.477% (1st) |
| 15 | 16 tháng 10 năm 2021 | 10.347% (1st) | 10.535% (1st) |
| 16 | 17 tháng 10 năm 2021 | 12.665% (1st) | 13.322% (1st) |
| Trung bình | Trung bình           | 9.549%        | 10.081%       |
| - Trong bảng trên đây, số màu xanh biểu thị cho tỷ lệ người xem thấp nhất và số màu đỏ biểu thị cho tỷ lệ người xem cao nhất. - Bộ phim này được phát sóng trên hệ thống các kênh truyền hình cáp/trả phí nên số lượng người xem thấp hơn so với truyền hình miễn phí (ví dụ như KBS, SBS, MBC hay EBS). |                      |               |               |

### Truyền hình trực tuyến
Sau khi phát hành, bộ phim trở thành một trong những phim (không phải tiếng Anh) được xem nhiều nhất trên nền tảng này. Theo FlixPatrol, một trang web xếp hạng nội dung toàn cầu cho các chương trình của Netflix, bộ phim xếp hạng thứ 8 trong danh sách này. Loạt phim vẫn nằm trong danh chương trình truyền hình nổi tiếng (không phải tiếng Anh) trong suốt 16 tuần và lọt và top 10 bảng xếp hạng tại hơn 20 quốc gia.
Phim cũng nằm trong Bảng xếp hạng 10 chương trình truyền hình hàng đầu của Netflix trong suốt hai tháng kể từ tập cuối phát sóng vào ngày 17 tháng 10.

## Giải thưởng và đề cử
| Giải thưởng                                                                   | Năm  | Hạng mục                                       | Đề cử                | Kết quả   | Chú thích |
| ----------------------------------------------------------------------------- | ---- | ---------------------------------------------- | -------------------- | --------- | --------- |
| Mnet Asian Music Awards                                                       | 2021 | Best OST                                       | Choi Yu-ree — "Wish" | Đề cử     | [ 52 ]    |
| Kim Soo-hyun Drama Art Hall (Cheongju Cultural Industry Promotion Foundation) | 2021 | Serial Drama Category – Good Drama of the Year | Hometown Cha-Cha-Cha | Đoạt giải | [ 53 ]    |

### Danh sách
| Tạp chí | Năm  | Bảng kê                                 | Vị trí | Chú thích |
| ------- | ---- | --------------------------------------- | ------ | --------- |
| NME     | 2021 | The 10 best Korean dramas of 2021       | 8th    | [ 54 ]    |
| Variety | 2021 | The Best International TV Shows of 2021 | 6th    | [ 55 ]    |